# David Pollet
Pour les articles homonymes, voir Pollet.
David Pollet, né le 12 août 1988 à La Bassée en France, est un footballeur belge, d'origine française, qui joue au poste d'attaquant au Wasquehal Football.

## Biographie

### En club

#### Des débuts timides à Lens
Arrivé en 1997 au RC Lens après un essai concluant, David Pollet y effectue toutes ses classes. Il dispute son premier match avec le Racing le 24 novembre 2007 face à Lorient (match nul un but partout), rentrant à la 77e minute de jeu à la place de Luigi Pieroni. Le 22 avril 2008, il signe un contrat professionnel de trois ans avec Lens.

#### Prêts successifs en France
Le 27 juin 2008, il est prêté au Stade de Reims. Gervais Martel met cependant une condition au contrat, qui interdit à Pollet de jouer les deux rencontres opposant Reims à Lens. Titulaire en début de saison, il se blesse au péroné, qu'il se fissure. Les dirigeants achètent donc Cédric Fauré, qui lui prend sa place sur le terrain. À Reims, il dispute six matches, dont quatre comme remplaçant. Le 27 janvier 2009, il est de nouveau prêté pour le reste de la saison à Gueugnon, club de National. Dans le club bourguignon, Pollet n'éprouve pas de difficultés à s'imposer devant, et inscrit cinq buts en dix-huit rencontres. De retour à Lens en juin 2009, il est de nouveau prêté, cette fois au Paris FC pour une saison. En neuf rencontres, il égale son total de buts de la saison dernière, en ayant disputé deux fois moins de matches. Le 16 janvier 2010, il devient le meilleur buteur du championnat avec treize buts, après avoir réalisé un doublé face à l'Évian Thonon Gaillard Football Club. Dépassé par son ancien concurrent à Reims au classement des buteurs, il est le pion essentiel de sa formation, qui joue essentiellement pour lui. Finissant la saison avec un doublé face à Gueugnon, qui porte son total de buts à vingt-deux, Pollet termine à la sixième place du classement des buteurs.

#### Retour dans le Pas-de-Calais
Convoité par plusieurs clubs de Ligue 2 et par les clubs belges de Zulte Waregem et de Charleroi, David Pollet prolonge son contrat avec Lens jusqu'en 2013. Le jeune attaquant convainc Jean-Guy Wallemme, son entraîneur qui déclare : « Il a eu raison d’aller faire ses classes en National. Bien encadré par les anciens, il a effectué une bonne préparation[…] Il est très fort dans la tête et de la tête ».
Le 14 août 2010, il entre pour la première fois de la saison sur une pelouse de Ligue 1, face à Arles-Avignon. Moins d'une minute plus tard, alors qu'il touche son premier ballon, le jeune Belge inscrit le seul but du match, et donne les trois points à son club,.
Le 23 octobre, il entre en jeu à la 57e minute du match RC Lens-OGC Nice et remplace Eduardo, plutôt décevant ce soir. Le RC Lens est à ce moment 19e au classement de Ligue 1 et n'a encore jamais gagné à domicile cette saison. Lens l'emporte au bout du suspense dans les arrêts de jeu grâce à une action individuelle de Pollet sur le côté droit qui se défait de Cantareil avant de centrer à ras de terre devant le but de Nice. Issam Jemâa surgit et trompe David Ospina de l'extérieur du pied gauche. Il délivre ainsi sa première passe décisive de la saison.
Il se fracture le péroné de la jambe gauche le 29 octobre à l'entraînement, deux ans après avoir connu la même blessure à l'autre jambe. Le joueur de 22 ans était pressenti par Jean-Guy Wallemme pour démarrer la rencontre au Toulouse FC le lendemain alors qu'il n'avait encore jamais été titulaire avec les Sang et Or en Ligue 1. Son indisponibilité est estimée à deux mois, « sous réserve d'éventuelles complications ». David Pollet réintègre le groupe professionnel à la fin du mois de février 2011, mais doit attendre la fin du mois d'avril pour retrouver les terrains. À la fin de la saison, il sera titulaire à deux reprises, contre Bordeaux pour une victoire 1-0 et contre Arles-Avignon pour une défaite 0-1 alors que la relégation du RC Lens en Ligue 2 était devenue officielle.
À l'aube de la saison 2011-2012, il annonce vouloir rester au RC Lens et son nouvel entraîneur, Jean-Louis Garcia, affirme croire en lui. Après sept journées de championnat de Ligue 2, David Pollet compte trois buts à son compteur. Le 11 mai 2012, lors de la 37e journée du championnat, il marque son onzième but de la saison et permet à son club d'obtenir le maintien en Ligue 2. Il termine à la onzième place du classement des buteurs du championnat, et est le meilleur lensois dans ce domaine.

#### Départ pour la Belgique
Le 15 janvier 2013, David Pollet s'engage pour deux ans et demi en faveur du Sporting Charleroi. À six mois de la fin de son contrat au Racing Club de Lens, la situation de l'attaquant belge devenait insoutenable car le public l'avait pris en grippe depuis son refus de prolongation. Le club du Nord-Pas-de-Calais touchera 30 % du prochain transfert de Pollet.
Il inscrit ses deux premiers buts le 21 février, lors de la 24e journée de la Jupiler Pro League face au Cercle de Bruges, la lanterne rouge (2-1), et offre le maintien aux « Zèbres » par la même occasion.
Le 30 janvier 2014, David Pollet signe pour une durée de 4,5 ans chez le champion de Belgique, le Royal Sporting Club d'Anderlecht. Lors de sa première montée au jeu (déplacement au KV Courtrai), il inscrit le goal égalisateur à la 91e minute (2-2). Cinq mois plus tard, le 30 juin 2014, il quitte Anderlecht et rejoint La Gantoise, pour un contrat d'une durée de 4 ans. Ne disposant que de peu de temps de jeu à Gand, Pollet quitte le club en juin 2015 pour retourner au Sporting Charleroi.
Si les deux premières saisons sont correctes pour lui (14 buts toutes compétitions confondues), la troisième saison est plus compliquée (3 buts). Barré par le buteur iranien, Kaveh Rezaei et à la suite du retour du meilleur buteur carolo, Jérémy Perbet, David Pollet est prêté une saison au club germanophone du KAS Eupen le 26 juin 2018.
Son prêt à Eupen n'est pas un succès. Titulaire en début de saison, il devient remplaçant à la mi-saison pour finalement ne plus jamais être sélectionné.  Il n'aura marqué aucun but pour les Pandas.

#### Retour en France
Apres son échec au KAS Eupen, il revient au Sporting de Charleroi, de retour de prêt. Mais très vite, David Pollet comprend, malgré l'arrivée d'un nouvel entraîneur, que le club ne compte plus sur lui (il n'est pas repris dans la sélection lors des deux premiers matches de championnat).
Il signe le 12 août 2019 un contrat à titre définitif au Gazélec Ajaccio FC, club évoluant en national.
Lors de son premier match de championnat, David Pollet inscrit un doublé qui permet à son équipe d'arracher le match nul.
Sa première saison à Ajaccio permet à David Pollet de se relancer.  Malgré la descente de son club en fin de saison en nationale 2, David aura participé à 19 matches en tant que titulaire pour un total de 8 buts.
La 2e saison est aussi bonne d'un point de vue personnel pour David qui aura marqué 5 buts en 8 matches de championnat avant l'arrêt de la compétition à cause de la pandémie de Covid-19.
Le 5 juin 2021, David Pollet signe pour deux saisons à l'US Avranches et fait son retour en National.
Son contrat avec Avranches étant terminé, David Pollet signe le 11 juillet 2023 en faveur de Wasquehal, club du nord de la France évoluant en National 2.

### En sélections nationales
En Belgique, il occupe une place de titulaire dans l'équipe des moins de dix-neuf ans, et joue tous les matchs du premier tour de qualification du championnat d'Europe. La Belgique, éliminée à ce stade de la compétition, ne dispute pas la phase finale. Dans la foulée, Jean-François De Sart le sélectionne par trois fois avec les espoirs. Ses différents prêts l'éloignent de la sélection mais Pollet déclare « vouloir redevenir international espoir ». Lors de son prêt au Paris FC, il explique également : « […] il (Jean-François De Sart) m’avait appelé pour me dire qu’il comptait sur moi mais j'ai besoin de minutes de jeu au haut niveau ».

## Statistiques

### En club
| Saison                | Club                  | Championnat           | Championnat | Championnat | Coupe nationale | Coupe nationale | Coupe de la Ligue | Coupe de la Ligue | Total | Total |
| Saison                | Club                  | Division              | M.          | B.          | M.              | B.              | M.                | B.                | M.    | B.    |
| 2007-2008             | RC Lens               | Ligue 1               | 1           | 0           | -               | -               | -                 | -                 | 1     | 0     |
| 2008                  | Stade de Reims (prêt) | Ligue 2               | 6           | 0           | 1               | 0               | -                 | -                 | 7     | 0     |
| 2009                  | FC Gueugnon (prêt)    | National              | 18          | 5           | -               | -               | -                 | -                 | 18    | 5     |
| 2009-2010             | Paris FC (prêt)       | National              | 35          | 22          | 1               | 0               | -                 | -                 | 36    | 22    |
| 2010-2011             | RC Lens               | Ligue 1               | 16          | 1           | -               | -               | 1                 | 0                 | 17    | 1     |
| 2011-2012             | RC Lens               | Ligue 2               | 38          | 11          | 1               | 0               | 2                 | 1                 | 41    | 12    |
| 2012-2013             | RC Lens               | Ligue 2               | 18          | 4           | 2               | 2               | 1                 | 0                 | 21    | 6     |
| 2012-2013             | Sporting Charleroi    | Division 1            | 14          | 6           | -               | -               | --                | --                | 14    | 6     |
| 2013-2014             | Sporting Charleroi    | Division 1            | 22          | 11          | -               | -               | --                | --                | 22    | 11    |
| Total sur la carrière | Total sur la carrière | Total sur la carrière | 168         | 60          | 5               | 2               | 4                 | 1                 | 177   | 63    |

## Palmarès

### En club
- Champion de Belgique en 2014 avec le Royal Sporting Club d'Anderlecht
- Champion de Belgique en 2015 avec La Gantoise.

### Distinctions individuelles
- Élu meilleur joueur de Ligue 2 du mois en novembre 2011 (RC Lens).